# Amelia (Schiff)
Die Amelia ist ein 2010/2011 gebautes Flusskreuzfahrtschiff im Eigentum der Schweizer Reederei Scylla, das in Charter vom deutschen Reiseveranstalter Phoenix Reisen auf Donau, Rhein, Main und Mosel eingesetzt wird. Sie ist das baugleiche Schwesterschiff der 2012 in Betrieb genommenen Alina.

## Geschichte

Bug- und Heckansicht

Nachdem bei der Vahali-Werft in Belgrad der zweiteilige Schiffsrumpf fertiggestellt war, wurden beide Teile im April und Juni 2011 mittels Schubbooten zur Fertigstellung zum Stammsitz der Werft nach Gendt in den Niederlanden überführt. Der Stapellauf fand am 12. August 2011 statt. Der Innenausbau wurde anschließend von der Scheepstimmerbedrijf Da-Capo in Hardinxveld-Giessendam ausgeführt. Am 7. Februar 2012 erfolgte der Eintrag mit der ENI-Nr. 07001948 in das Schiffsregister Basel. Die feierliche Taufe fand am 31. März 2012 in Köln statt. Taufpatin war Lorin Reitsma, die fünfjährige Tochter des Reeders. Die anschließende dreitägige Jungfernfahrt führte nach Mainz und zurück.

## Ausstattung  und Technik

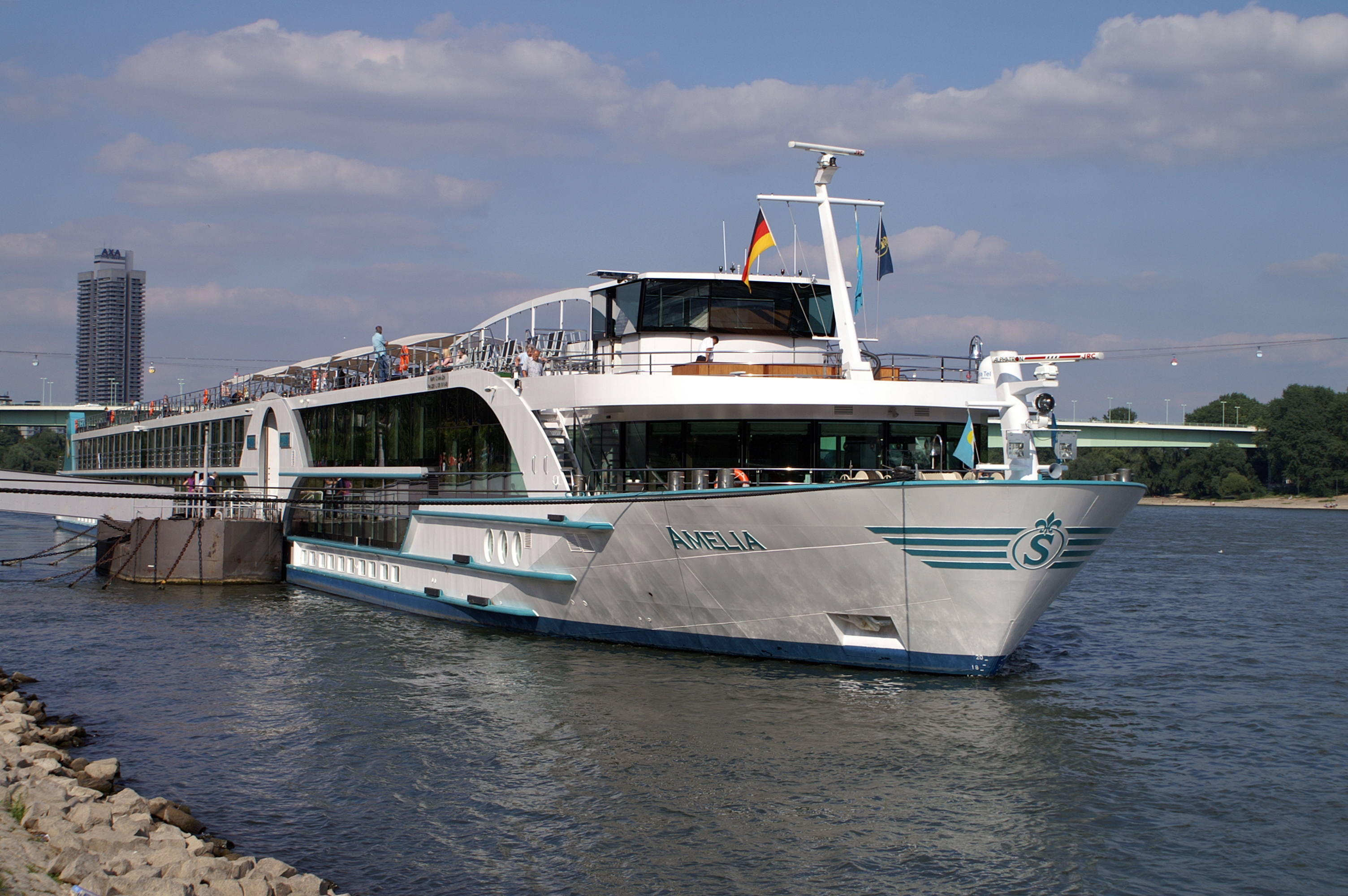
Am Anleger Köln

Die Amelia ist ein Vierdeck-Kabinenschiff der Vier-Sterne-Kategorie mit 104 Doppelkabinen und vier Dreibettkabinen. Die Kabinen sind klimatisiert und jeweils mit Dusche, Toilette, Fernsehgerät, Telefon und Safe ausgestattet. Die Kabinen auf dem Mittel- und auf dem Oberdeck verfügen über einen französischen Balkon. Die Kabinen für die 45-köpfige Mannschaft befinden sich im hinteren Bereich des Unterdecks. Im vorderen mittleren Bereich des Unter- und des Mitteldecks wurden zwei Restaurants eingerichtet. Die Bordküche liegt im Bugbereich des Mitteldecks. Im Oberdeck liegt bugseitig der rundum verglaste Panoramasalon mit Barbereich. Zusätzlich wurde achtern im Oberdeck die Lido-Bar mit einem überdachten Freideck eingerichtet. Der Eingangsbereich, der als Atrium angelegt wurde, erstreckt sich über die drei geschlossenen Decks. Dort befinden sich die Rezeption, der Bordshop, der Wellnessbereich und ein Aufzug, über den alle Decks zu erreichen sind. Auf dem Sonnendeck stehen den Fahrgästen neben Liegestühlen und Gartenmöbeln, ein Whirlpool, ein Putting Green und ein Shuffleboard zur Verfügung.
Das Schiff wird von zwei Caterpillar-Dieselmotoren des Typs 3508 B mit jeweils 783 kW über zwei kontrarotierende Ruderpropeller von Veth vom Typ VZ-800A-CR angetrieben, zusätzlich verfügt das Schiff über eine Bugstrahlanlage vom Typ Compact-Jet CJ-1200V, die von einem 320 kW starken Elektromotor angetrieben wird. Die Stromversorgung an Bord wird durch drei Caterpillar-C-18-Dieselmotoren mit Stamford-HCM-534-Generatoren und einer Leistung von jeweils 280 kW sichergestellt. Für die Notstromversorgung ist ein Caterpillar-Dieselgenerator vom Typ C4.4 eingebaut.